# Rivière Hénault
Rivière Hénault är ett vattendrag i Kanada.   Det ligger i provinsen Québec, i den sydöstra delen av landet, 270 km nordväst om huvudstaden Ottawa. Rivière Hénault ligger vid sjöarna  Lac Caducée Lac Padoue och Lac Tranchis.
I omgivningarna runt Rivière Hénault växer i huvudsak blandskog. Trakten runt Rivière Hénault är nära nog obefolkad, med mindre än två invånare per kvadratkilometer.